# Waterleidingcomplex Evertsenstraat
Het Waterleidingcomplex Evertsenstraat was een drinkwatercomplex in IJmuiden, behorende tot de gemeente Velsen. Van het complex dat een rijksmonument is resteren een watertoren en filtergebouw. Het is tussen 1914 en 1915 gebouwd. De voormalige drinkwatervoorziening ligt in een parkachtige omgeving, die het Watertorenpark is gaan heten.

## Omschrijving
Het Waterleidingcomplex Evertsenstaat bestaat uit twee delen:
- De watertoren die is gelegen aan het Watertorenpad heeft de naam Watertoren IJmuiden. De watertoren ligt op een midden in het park gesitueerde heuvel. De watertoren heeft een hoogte van 42,60 meter en een wateropslagcapaciteit van 2500 m³. De watertoren staat ook wel bekend onder de naam Watertoren van Velsen en moet niet verward worden met de watertoren aan de Dokweg in IJmuiden-West. Aan de toren hangt een opmerkelijke klok, die in 1927 werd aangekocht voor 2.300 gulden.[3][4]
- Een filtergebouw 100 meter ten oosten van de watertoren, gesitueerd aan de Evertsenstraat.

Het complex is naar ontwerp van bouwkundig ingenieur W. de Vrind uit Den Haag en civiel ingenieur D. Drost uit Arnhem. Het complex kent invloeden uit de expressionistische architectuur en het rationalisme.

## Geschiedenis
Eind 19e eeuw en begin 20e eeuw begonnen Noord-Hollandse gemeentes en steden hun eigen waterleidingnet op te richten. Amsterdam (1896), Haarlem (1898) en ook Alkmaar en Zaandam. In 1910 nam de gemeente Velsen het initiatief om samen met andere gemeentes, zoals Zandvoort een gezamenlijk waterleidingnet aan te leggen. Dit plan werd echter niet doorgezet en begon Velsen zijn eigen drinkwatervoorziening te regelen. Tussen 1914 en 1915 werd het complex in IJmuiden-Noord gebouwd. De locatie midden in een woonwijk werd gekozen zodat men het oude deel van IJmuiden, ten westen van het complex en de uitbreiding in oostelijke richting konden voorzien van drinkwater. Er werden elf drinkwaterputten geslagen op het terrein.
In februari 1917 werd de gemeentelijke waterleiding geopend. In de jaren 30 werd de drinkwatervoorziening overgedragen aan het Provinciaal Waterleidingbedrijf van Noord-Holland (PWN). In 1937 stopte de drinkwaterwinning op het terrein vanwege brakwater. Midden jaren 80 werd ook de watertoren buiten gebruik gesteld. In dezelfde tijd werd het complex door de provincie aangewezen als provinciaal monument. PWN verkocht het complex in 2000 aan de gemeente Velsen. Het drinkwatercomplex bestaande uit watertoren, filtergebouw en pompgebouw, werden in augustus 2001 ingeschreven als rijksmonument.
In 2004 bleek het complex, dat onderhevig was aan brandstichting en vandalisme, achterstallige onderhoud te hebben. Het nodige onderhoud werd destijds geraamd op een miljoen euro. In februari 2009 ging men over tot de sloop van een deel van de gebouwen, hierbij werd in totaal 55 ton constructie ijzer en 3000 ton betonpuin van het terrein verwijderd. Er kwam zo plaats voor het bouwen van elf woningen.
De watertoren en het filtergebouw zijn bespaart gebleven. De toren is sindsdien in gebruik als appartementencomplex en het nabijgelegen filtergebouw is omgebouwd tot kantoorgebouw waarin een huisartsenpraktijk en apotheek zijn gevestigd. De watertoren en het filtergebouw zijn na deze herstructurering nog steeds aangewezen als rijksmonument.